# ミリタリー・インテリジェンス
ミリタリー・インテリジェンス（英語：military intelligence、略称：MI、英連邦ではint.、アメリカではintel.もしくはJ2）は、広範囲にわたる情報源から得られるデータの高度な分析を提供することで指揮官の意思決定の過程に寄与する軍事の分野である。活動範囲及び関心を有する広範囲の活動環境、敵対的、友好的及び中立の勢力、さらに一般市民に関することにまで及ぶ情報の収集、分析、保護、伝達の作業に対しては、そこから高度な分析が提供されるために、指揮官が必要とする情報が何なのかが確認されてから渡される。インテリジェンス活動は平時、戦争への過程、戦時中のいずれにおいても、戦術的から戦略的にいたる全てのレベルで行われる。
大部分の軍隊は、分析と情報収集の要員については専門の部隊内からの自給と他の部門や組織からの供給が行われるようにミリタリー・インテリジェンス機能を維持する。インテリジェンスの任務によって人材は選ばれるが、専門の情報将校や選抜された兵士、あるいは専門外ながら情報部門に割り当てられた者のいずれかに関わらず、正式訓練を受ける前に彼らの分析とインテリジェンスの能力によって選ばれることがある。

## インテリジェンスの任務決定
情報部門は軍事目的と活動計画の概略に基づき、指揮官の必要に応じる。軍事目的は作業手順の想定に反映され、そこからいくつかの情報の要求が導かれるが、それは地形や車両と人員の移動に影響すること、敵軍の配備、地元住民の感情、敵軍の戦闘序列の可能性であったりする。
情報の要求に応じ、分析スタッフは利用可能な知識の中にある不完全な点を特定する既存の情報を徹底的に探す。知識に不完全な点があるとスタッフは情報の収集・提供を行う者に必要に反する収集を課すことができる場合がある。
分析報告は、既存の材料から得られたか必要に応じて集められたかに関係なく、全ての利用可能な情報源によるものである。分析報告は立案スタッフに渡され、立案と敵意図の予測の追求に影響する。

## インテリジェンスの工程
インテリジェンスのプロセスには、4つの段階がある、つまり収集、分析、処理、伝達である。イギリスでは、これらは指示、収集、処理、伝達として知られている。

### 収集
最も重要な事実の多くは、周知されていたり、あるいは公共の情報源から集められることがある。この形の情報収集は、オープン・ソース・インテリジェンスとして知られている。たとえば、地域の人口、民族の構成と主要な産業は軍の指揮官にとってとても重要であり、そして、この情報は通常公である。大部分の主力艦と航空機の総トン数と基本的な武装も公であり、さらにそれらの速度と航続距離は専門家によって、度々かなりの推定が行われ、それは写真のみからということも多い。特定の日の月の満ち欠けの状態、あるいは一般的な兵器の弾道射程のような普通の事実も、立案にとって実に価値あるものであるため、常に情報部門の資料集に集められている。
国土の詳細な高高度撮影の写真を分析することからかなりの量の有効な情報が入手できる。軍需物資の輸送と在庫を理解するため、写真分析担当者は通常、軍需工場、軍事基地及び用地の区画についての一覧を更新する。
大部分の情報部は、地図の管理だけを目的とするグループを抱えているか、もしくは支援を行う。地図には価値ある民間利用があるため、その機関は多くの場合は公に設立されているか、政府の他部門と認められている。ロシアや中国など、いくつかの歴史上の防諜機関は、公の地図を意図的に禁止するか、もしくは地図に偽情報を記載したが、優良な諜報活動はその偽情報を識別することができる。
注目している国についてはその国のあらゆる刊行物、さらに各国の主要な新聞と刊行物を読むことは大国の情報部にとって当然のことである。これは諜報活動の基本的な情報源のひとつである。
外交や報道に関係する人間が軍事情報の収集を副次的に行うことも一般的である。欧米の民主主義国では情報機関がジャーナリストに支払うことはほとんどないことではあるが、それでも国への忠節のためにジャーナリストは合法の活動を行う中で集める情報から興味深いものを渡すことがある。また、ひとつの国家についての多くの公的情報はその国の外からでは入手できないこともある。このため大部分の情報機関は国外の事務所にメンバーの配置を行う。
いくつかの先進工業国は継続して全ての無線帯域を盗聴し、リアルタイムにそれを解釈する。これには、全国放送と地方放送のラジオ・テレビのみならず、衛星通信、地方の軍事通信、レーダー波の発信、およびマイクロ波を利用する電話・電報も含まれる。特にアメリカは携帯電話とポケベルを監視することができる衛星を持っていることは知られている。通常大きな通信量の分析は、自然言語と電話番号を解析し、危険性を持つ会話と通信者を見つけようとする複合のコンピュータープログラムによっている。極端な場合として海底や地上のケーブルも盗聴されたことがある。
少々魅惑的な秘密情報、例えば暗号化の鍵、外交のメッセージ交換、戦闘の方針と序列などは通常、業務上の必要がない場合は分析者たちには制限されるが、これは外国による通信量の解析から発信元と手段を保護するためである。

### 分析
分析は敵の能力と脆弱さの評価から成り立つ。実際の感覚ではこれらは脅威と機会である。一般的にアナリストは重要な軍事力のために必要とされるものの中で最も守りが薄い、あるいは最ももろいものを探す。そしてそれらを重要な脆弱性として記す。たとえば、現代の機械化された戦争において、部隊の燃料供給への兵站列車はしばしば国の戦闘序列で最も弱い部分である。
スパイによって集められるヒューマン・インテリジェンスは、 通常無関係な情報源のものと対照させて慎重にテストされる。それは不正確の傾向があることで悪評高く、場合によっては情報源はただ報酬のために想像力に富んだ記事をでっち上げるとか、あるいは個人的な仇をインテリジェンスの報酬を出す国の敵と特定することで恨みを晴らそうとすることさえありえるからである。しかし、 ヒューマン・インテリジェンスは敵の意図と論理的根拠に関する情報が得られる唯一のものになることが多く、それゆえ外交的解決を求める交渉をうまく進めるためには特別に重要なものとなることも多い。
情報機関によっては、分析は手順に従い、一般的なメディアと情報源のふるいわけを行い関係する断片情報やまとまったものを見つけ、それから機械的にそれらの場所、機能、入力および環境を継続的に更新される典型的な脆弱性のリストを利用して脆弱性に関し評価する。

### パッケージング
重大な脆弱性は、索引が付けられ、情報を政策決定者や戦争遂行者のためにまとめる顧問および関係するインテリジェンス要員が容易に扱えるようにされる。通常、脆弱性は可能な攻撃手段のリストを用いて、国と軍隊によって索引が付けられる。
重大な脅威は、通常優先されるファイルで管理され、敵の準備期間を見積ったシナリオに基づく重要な敵の能力分析も同様である。たとえば、ソ連と米国の間の核の脅威は、担当のスタッフによってリアルタイムで分析され続けた。対照的に、タンクあるいは軍の配置の分析実施の頻度は通常、燃料と軍需品のゆっくりした数日ごとの周期で行われる監察による積算で決まる。場合によっては自動化されたデータ供給により自動化された分析が実行される。
政策決定者のために脅威と脆弱性をまとめることは、ミリタリー・インテリジェンスの重要な仕事である。有能な情報将校は、彼らの情報要求を予想するために、政策立案者または戦争指揮者の非常に近くにいて、必要とされる情報を調整する。有能な情報将校は、ニーズの予想に役立てるために、かなりの数の質問を行い、それはおそらく長官を悩ます程度まで及ぶ。重要な政策立案者のために、情報将校は調査計画を割り当てられるスタッフを持つことになる。
攻撃計画を作成することは情報部門の責任ではないが、一般的な軍隊の能力を知ることは分析者のためになる。通常、政策立案者には脅威と機会のリストが提出される。彼らはいくつかの基本的な行動を承認し、それから職業軍人は詳細な行為を計画し、実行する。一旦交戦が始まると対話相手の選択が軍の指揮系統の最上部に向うことはよくあることである。一旦用意された武器と燃料の備蓄が減少すれば、兵站業務の懸念が民間の政策立案者に渡されることは多い。

## 戦略的なインテリジェンス
戦略的なインテリジェンスは、諸外国及び非政府組織も徐々に考慮され、その経済状態、政治の評価、軍事力と意図などの幅広い問題を対象とする。そのインテリジェンスは科学的、技術的、戦術的あるいは外交的であるかもしれないがこれらの変化は問題の地域に関する地理学、人口統計、工業生産力などの既知の事実とあわせて分析される。